# Lejeunea pulverulenta
Lejeunea pulverulenta là một loài Rêu trong họ Lejeuneaceae. Loài này được (Gottsche ex Stephani) Reiner, Maria Elena mô tả khoa học đầu tiên năm 2005.